# Milionia dubiosa
Milionia dubiosa là một loài bướm đêm trong họ Geometridae.